# Andreï Makine
Andreï Makine, noto anche con lo pseudonimo di Gabriel Osmonde (Krasnojarsk, 10 settembre 1957), è uno scrittore russo naturalizzato francese.
Il 3 marzo 2016 è eletto al seggio 5 dell'Académie française, succedendo così a Assia Djebar.

## Biografia
Andreï Makine è nato in Unione Sovietica a Divnogorsk, regione di Krasnoïarsk, nella Siberia centrale. Ha frequentato la scuola primaria nella città natale, poi, a Krasnoïarsk, ha compiuto gli studi secondari. All'università di Kalinin si è dedicato alla filologia romano-germanica e ha presentato la tesi di Dottorato all'Università statale di Mosca. Ha insegnato Filosofia all'Università di (Nižnij Novgorod).
Si è stabilito in Francia nel 1987, dopo aver chiesto asilo politico. Ha svolto incarichi di insegnamento e traduzioni. Alla Sorbona ha presentato la tesi «La poétique de la nostalgie dans l'œuvre d'Ivan Bounine». 
Nel 1990 ha pubblicato il suo primo romanzo, La Fille d'un héros de l'Union soviétique, al quale sono seguiti molti altri libri: romanzi e saggi. Gli sono stati assegnati molti premi, sia per singole opere, sia per l'insieme della sua opera letteraria. Tra questi: il Premio Goncourt, il Médicis, l'Eeva Joenpelto, il Prix littéraire de l'Armée de terre - Erwan Bergot, il Premio mondiale Cino Del Duca. Ha scritto alcuni libri con lo pseudonimo Gabriel Osmonde.
Bilingue sin dalla prima fanciullezza, Makine ha scelto il francese come lingua di scrittura e la Francia come proprio Paese. Eletto all'Académie Française il 3 marzo 2016, al seggio n. 5, già della scrittrice Assia Djebar, è stato accolto il 15 dicembre 2016 da Dominique Fernandez.

## Opere
Sotto il nome Andreï Makine
- La Fille d'un héros de l'Union soviétique, 1990
- Confession d'un porte-drapeau déchu, 1992
  - Confessioni di un alfiere decaduto, traduzione e note di Maria Elisa Della Casa, Passigli, Firenze c1998
- Au temps du fleuve Amour, 1994
  - Al tempo del fiume Amur, traduzione di Maurizio Ferrara, Passigli, Firenze ©2001
- Le Testament français, 1995
  - Il testamento francese, traduzione di Laura Frausin Guarino, Mondadori, Milano 1997; Einaudi 2008
- Le Crime d'Olga Arbélina, 1998
  - Il delitto di Olga Arbélina, traduzione di Anna Zanetti, Passigli, Firenze ©2000
- Requiem pour l'Est, 2000
- La Musique d'une vie, 2001
  - La musica di una vita, traduzione di Annamaria Ferrero, Einaudi, Torino 2003
- La Terre et le ciel de Jacques Dorme, 2003
  - La terra e il cielo di Jacques Dorme, traduzione di Maurizio Ferrara, Passigli, Bagno a Ripoli 2008
- La Femme qui attendait, 2004
  - La donna che aspettava, traduzione di Anna Maria Ferrero, G. Einaudi, Torino 2006
- Cette France qu'on oublie d'aimer, 2006
- L'Amour humain, 2006
  - L'amore umano, traduzione di Yasmina Melaouah, Einaudi, Torino 2008
- Le Monde selon Gabriel, 2007
  - Il mondo secondo Gabriel: mistero di Natale, traduzione di Serena Sinibaldi, Liberilibri, Macerata 2009
- La Vie d'un homme inconnu, 2009
- Le Livre des brèves amours éternelles, 2011
  - Il libro dei brevi amori eterni, traduzione di Camilla Testi, Einaudi, Torino 2012
- Une femme aimée, 2013
- Le pays du lieutenant Schreiber, 2014
- L'archipel d'une autre vie, Seuil, Paris 2016
  - L'arcipelago della nuova vita, traduzione di Vincenzo Vega, La nave di Teseo, Milano 2017
- Au-delà des frontières: Grasset, Paris 2019
- L'ami arménien, Bernard Grasset, Paris 2021
  - L'amico armeno, traduzione di Fabrizio Ascari, La nave di Teseo, Milano 2022
- L'Ancien calendrier d'un amour, Grasset, 2023

Sotto il nome Gabriel Osmonde
- Le Voyage d'une femme qui n'avait plus peur de vieillir, Albin Michel, 2001
- Les 20 000 Femmes de la vie d'un homme, Albin Michel, 2004
- L'Œuvre de l'amour, Pygmalion, 2006
- Alternaissance, Pygmalion, 2011

## Premi e riconoscimenti
- 1995: Premio Goncourt[4], e Prix Médicis con Vassilis Alexakis) per Le Testament français[5];
- 1998: Prix Eeva Joenpelto per Le Testament français[6]
- 2000: Grande médaille de la francophonie, assegnata dallAcadémie française per l'insieme della sua opera[7]
- 2001: Grand Prix RTL-Lire per La Musique d'une vie[8];
- 2005: Prix Prince-Pierre-de-Monaco, sezione di letteratura, per l'insieme della sua opera[9]
- 2005: Prix Lanterna Magica du meilleur roman adaptable à l'écran per La Femme qui attendait[10][11]
- 2013: Prix Casanova per Une femme aimée[12][13]
- 2014: Premio mondiale Cino Del Duca[14][15]
- 2014: Prix littéraire de l'Armée de terre - Erwan Bergot per Le pays du lieutenant Schreiber[16];
- 2021: Prix des Romancières|2021 per L'Ami arménien[17]